# Wentworth (Missouri)
Wentworth és una població dels Estats Units a l'estat de Missouri. Segons el cens del 2000 tenia 141 habitants.

## Demografia
Segons el cens del 2000, Wentworth tenia 141 habitants, 58 habitatges, i 41 famílies. La densitat de població era de 272,2 habitants per km².
Dels 58 habitatges en un 31% hi vivien nens de menys de 18 anys, en un 51,7% hi vivien parelles casades, en un 17,2% dones solteres, i en un 27,6% no eren unitats familiars. En el 20,7% dels habitatges hi vivien persones soles el 13,8% de les quals corresponia a persones de 65 anys o més que vivien soles. El nombre mitjà de persones vivint en cada habitatge era de 2,43 i el nombre mitjà de persones que vivien en cada família era de 2,81.
Per edats la població es repartia de la següent manera: un 24,1% tenia menys de 18 anys, un 8,5% entre 18 i 24, un 22,7% entre 25 i 44, un 24,8% de 45 a 60 i un 19,9% 65 anys o més.
L'edat mediana era de 40 anys. Per cada 100 dones de 18 o més anys hi havia 84,5 homes.
La renda mediana per habitatge era de 19.063 $ i la renda mediana per família de 16.667 $. Els homes tenien una renda mediana de 17.083 $ mentre que les dones 19.063 $. La renda per capita de la població era de 12.051 $. Entorn del 40,9% de les famílies i el 32,8% de la població estaven per davall del llindar de pobresa.

## Poblacions més properes
El següent diagrama mostra les poblacions més properes.